# Lydia Dübi
Lydia Dübi, née le 4 octobre 1901 à Bâle et morte le 3 novembre 1937 à Moscou, est une activiste communiste politique suisse.

## Biographie
Elle naît en 1901 à Bâle dans une famille ouvrière, sa mère est couturière et son père est ouvrier mécanicien. Elle rejoint le parti communiste suisse au moment de sa création en 1921. Elle travaille comme secrétaire à Bienne avant d'être licenciée du fait de son appartenance au parti communiste. En 1931, elle est envoyée à Paris pour diriger un service clandestin du Komintern. En 1936, elle est rappelée en URSS. Quand elle arrive avec d'autres militants, elle est emmenée à la Loubianka, le centre de détention de la police de Moscou. Après un court interrogatoire elle est fusillée le 3 novembre 1937 à deux heures et demie du matin. Sa camarade Berta Zimmermann est également exécutée en 1937.